# یخ‌چینه

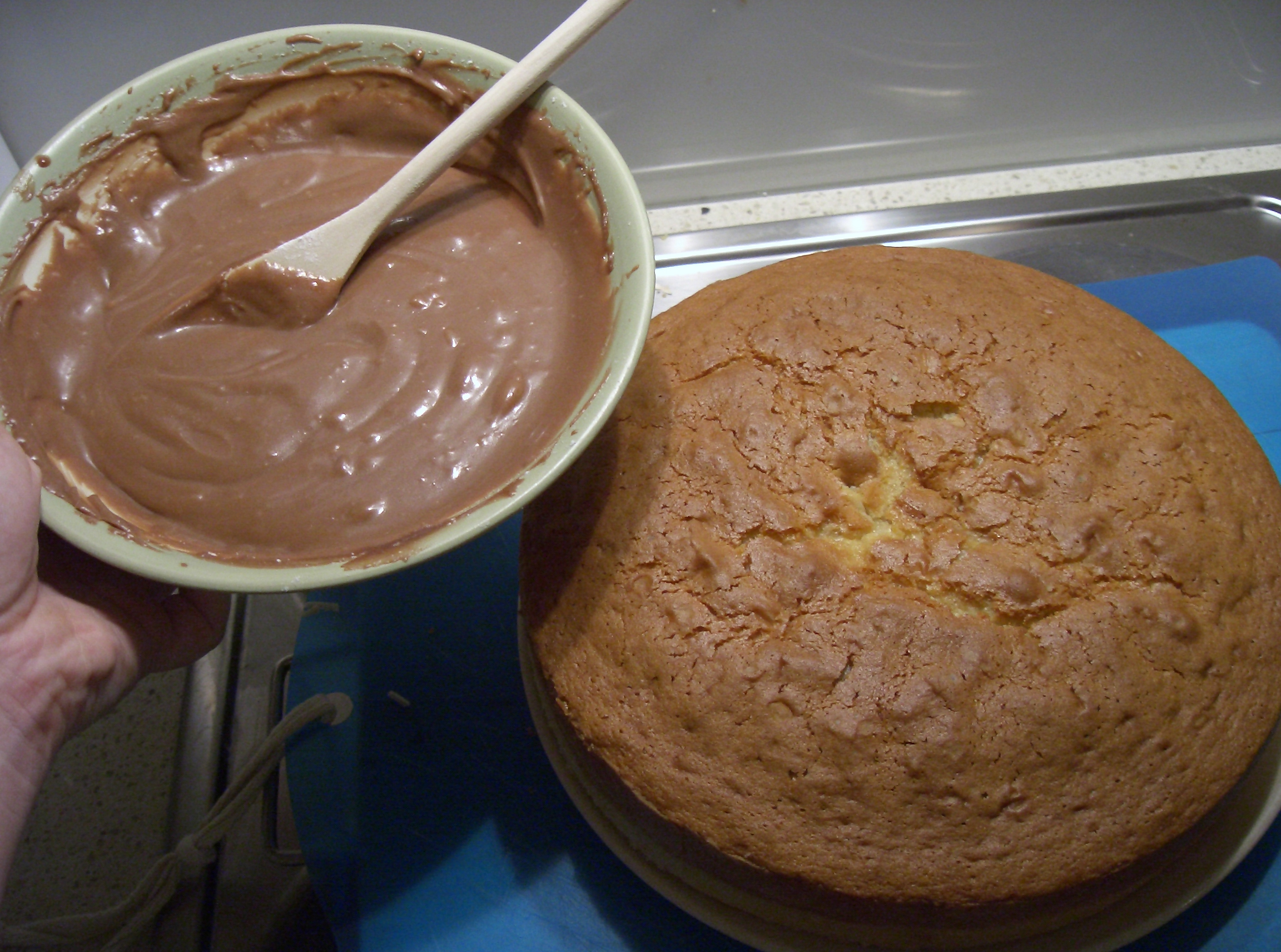
شکلات یکی از موادی است که برای پوشاندن و تزیین کیک بکار می‌رود.

یخ‌چینه یا لعاب روی شیرینی یا آیسینگ (به انگلیسی: Icing) یا گلاساژ (به فرانسوی: Glaçage)، به موادی گفته می‌شود که بعد از پخت، جهت پوشاندن کیک بکار می‌روند. استفاده از این مواد معمولاً به منظور تزیین و زیباسازی کیک‌است. خامه زده شده، کرم کره، مرنگ، شکلات و مارزیپان نمونه‌هایی از یخ چینه هستند. ساده‌ترین یخ چینه نوعی لعاب است که از حل کردن شکر قنادی در آب به وجود می‌آید. بکار بردن یخ‌چینه برای تزیین کیک عروسی، کیک تولد و کیک فنجانی بسیار معمول‌است.